# تمريض الصحة المنزلية
تمريض الصحة المنزلي هو تخصص ضمن التمريض يقدم فيه الممرضون رعاية منزلي متعدد المجالات للمرضى من جميع الأعمار. والرعاية الصحية المنزلية هي طريقة فعالة من ناحية التكلفة لتقديم رعاية عالية الجودة في منزل العميل وبما يريحه. يقوم ممرضو الصحة المنزليين بوضع خطط رعاية لتحقيق الأهداف بناءً على تشخيص العميل. يمكن أن تتضمن هذه الخطط إجراءات وقائية وعلاجية وتأهيلية. ويشرف ممرضو الصحة المنزليين أيضًا على الموظفين المساعدين غير المرخصين. منظمة التمريض المهني لممرضي الصحة المنزليين هي رابطي ممرضي الرعاية الصحية المنزليين (إتش إتش إن إيه). الرعاية الصحية المنزلية مخصصة للعملاء التي تسمح صحتهم بإخراجهم من المستشفى إلى المنزل، لكنهم ما زالوا بحاجة إلى طاقم تمريض ماهر لتقييم التدخلات التمريضية وإجرائها والإشراف عليها.

## الأدوار والمسؤوليات
هناك مجموعة واسعة من الخدمات التي يقدمها المهنيون المختلفون والتي تشمل العناية بالجروح، إدارة المرض، المعدات الطبية، العلاج، الخدمات الاجتماعية الطبية وتعليم المرضى. ممرضو الصحة المنزلي لديهم مجموعة واسعة من الواجبات ويقدمون العديد من الخدمات، وبالإضافة إلى هذه الخدمات فإنهم يستشيرون الأطباء أيضًا حول حالة المريض ويقدمون ملاحظات حول أي تغييرات محتملة يجب إجراؤها في خطة الرعاية.
تشمل المسؤوليات التي يتحملها ممرضو الصحة المنزليين الدعم الصحي والإجراءات الوقائية من الأمراض وإعطاء الدواء وتثقيف المرضى حول تشخيصهم الحالي وتقديم الدعم النفسي وتوفير الرعاية الأساسية مثل النظافة الشخصية.
يلعب الممرضون أيضًا دور المسؤولين عن الحالات، إذ أنهم ينسقون الخدمات من تخصصات مختلفة للمريض. يمكن أن يشتمل ذلك على إعادة التأهيل والصيدلة والموارد المجتمعية وغيرها.
يعد توفير الرعاية الأفضل والأحدث للمريض جزء هام من وظيفة ممرض الصحة المنزلي. فهم يقومون بذلك عن طريق متابعة أحدث الأبحاث والممارسات القائمة على الأدلة باستمرار.

## التعليم والشهادة
يمكن لممرضي الصحة المنزليين نيل دبلوم في التمريض أو شهادة ممرض معتمد مرخص أو درجة علوم في التمريض أو بكالوريوس علوم في التمريض. ويمكنهم بعد ذلك الخضوع لاختبار من خلال مركز اعتماد الممرضين الأمريكيين الذي سيسمح لهم بأن يصبحوا ممرضين معتمدين للرعاية الصحية المنزلية.

## مجال ومعايير الممارسة
يرتبط نطاق التمريض الصحي المنزلي ارتباطًا مباشرًا بعملية التمريض، وهذا يشمل التقييم والتشخيص والتخطيط والتنفيذ والتقييم. تشتمل معايير تمريض الصحة المنزلي على البحث والتعليم والاستخدام السليم للموارد وجودة الرعاية المقدمة والتعاون الجماعي والمبادئ الأخلاقية.